# Förmaksfladder
Förmaksfladder är en form av hjärtarytmi.
Vid förmaksfladder har man en regelbunden hjärtrytm som ser sågtandad ut på EKG. De elektriska impulserna från förmaken till kamrarna kan vara regelbundet blockerad. I vissa fall kan varje slag i förmaket ledas ner till kamrarna och då kan pulsen bli upp till 250 slag per minut. Denna hjärtklappning beror på en rundgång i höger förmak och den behandlas idag oftast med en ablation. Vid förmaksfladder är detta ingrepp vanligtvis enkelt och okomplicerat och tar 1-2 timmar.
Symptomen på förmaksfladder är palpitation, mild dyspné och utmattning. Mindre vanliga symptom på sjukdomstillståndet är synkop, angina och kraftig dyspné. Diagnos kan bland annat ställas med hjälp av EKG, vagala manövrar och adenosin.